# Otroeda vesperina
Otroeda vesperina är en fjärilsart som beskrevs av Walker 1854. Otroeda vesperina ingår i släktet Otroeda och familjen tofsspinnare. Inga underarter finns listade i Catalogue of Life.